# Mona Liza
Móna Líza (italijansko, špansko La Gioconda, francosko La Joconde) je slika renesančnega umetnika Leonarda da Vincija, naslikana na les z oljnimi barvami, nekako med letoma 1503 in 1505. Slika prikazuje žensko, ki gleda proti gledalcu s, kar velikokrat opišejo, »skrivnostnim nasmehom«. Je daleč najvrednejša slika na svetu, ocenjena na 2,5 milijarde €, vendar ni naprodaj.
Mona Liza je verjetno najslavnejša slika v zgodovini likovne umetnosti. Le malo katero delo so tako romantično opisovali, hvalili ali reproducirali. Istovetnosti upodobljenega dekleta niso nikoli povsem razjasnili, nekateri viri pa ugotavljajo, da gre za skrivni slikarjev avtoportret. Ime pomeni »Gospa Liza«. Vasari jo je istovetil z ženo Francesca del Gioconda, bogatega firenškega poslovneža. Njeno ime je bilo Lisa Gherardini. Drugo ime La Gioconda je ženska oblika priimka Gioconda. V italijanščini slučajno giocondo pomeni »brezskrben«, »vesel«, zato »gioconda« pomeni »brezskrbna ženska«.

## Zgodovina
Da Vinci je začel sliko ustvarjati leta 1503 in jo končal čez dve leti. Danes je razstavljena v galeriji Louvre (Musée du Louvre) v Parizu in je last francoske vlade.
Leta 1516 jo je prinesel iz Italije v Francijo, ko ga je kralj Franc I. povabil, da bi delal v graščini Clos Lucé blizu kraljevega gradu v Amboiseu.
Po Leonardovi smrti so sliko zmanjšali in odstranili stebra na obeh straneh. Izvirno sta bila dva na vsaki strani, kakor vemo iz zgodnejših zapisov. Robovi so vidni še danes.
Slika je bila najprej v kraljevi palači Fontainebleau, kasneje pa v palači v Versaillesu in v zasebni zbirki Ludvika XIV. Po francoski revoluciji so jo prenesli v Louvre. Napoleon si jo je postavil v svoji spalnici v Tuilerijski palači. Kasneje so jo spet vrnili v Louvre. Med francosko-prusko vojno med letoma 1870 in 1871 so jo skrivali zunaj Louvre-a na različnih mestih po Franciji.
Slika do sredine 19. stoletja ni bila tako znana. Z nastankom simbolizma so jo začeli občudovati umetniki, ki so jo povezovali s svojimi zamislimi o ženski skrivnostnosti. Ta pogled na sliko je v celoti izrazil angleški kritik Walter Horatio Pater v svojem eseju o Leonardu iz leta 1867. V njem je opisal Mona Lizo kot skrivnostno utelešenje vse ženskosti, ki je »starejša od skal med katerimi sedi« in, ki »je večkrat umrla in spoznala skrivnosti groba«.
Slika je postala še bolj znana, ko so jo 22. avgusta 1911 ukradli. 7. septembra so zaradi suma kraje zaprli avantgardnega pesnika Apollinairea, ki je hujskal, da bi zažgali Louvre. Zaslišali so tudi njegovega prijatelja Picassa , vendar so oba kasneje izpustili. Verjeli so, da je slika izgubljena za zmeraj. Izkazalo se je, da jo je ukradel uslužbenec Louvrea Vincenzo Peruggio in se preprosto izmuznil z njo pod plaščem. Krajo je vodil Eduardo de Valfierno, slepar, ki je naročil ponarejevalcu umetnin Yvesu Chaudronu, da naredi kopije umetnine, katere bi prodajal namesto izgubljenega izvirnika. Ker za svojo prevaro ni potreboval izvirnika, po kraji ni nikoli več navezal stike s Peruggiom. Peruggio je imel sliko dve leti v svojem stanovanju in sčasoma postal nejevoljen. Na koncu so ga prijeli, ko je poskušal prodati sliko firenškemu prodajalcu umetnin. Sliko so tedaj razstavljali po celotni Italiji in jo leta 1913 končno vrnili v Louvre.
Med drugo svetovno vojno so sliko spet umaknili iz Louvre-a. Najprej je bila shranjena na varnem v Château d'Amboise, nato v opatiji v Loc-Dieu in nazadnje v Ingresovem muzeju v Montaubanu.
Leta 1956 so spodnji del slike zelo poškodovali zaradi napada s kislino. Nekaj mesecev kasneje je nekdo 30. decembra vrgel vanjo kamen. Zaradi tega dejanja so ga izgnali iz Bolivije. Danes sliko varuje varnostno steklo.
Leta 1962 in 1963 je bila slika na razstavi v ZDA v New Yorku in Washingtonu. Leta 1974 je slika spet krenila na pot in so jo razstavili v Tokiu in Moskvi. Nato je ostala v Louvre-u za stalno.
Pred potjo v ZDA so sliko 14. decembra 1962 z zavarovalnino vred ocenili na 100 milijonov ameriških dolarjev. Po Guinessovi knjigi rekordov je tako Mona Liza najbolj dragocena umetnina, ki so jo kdajkoli zavarovali. Sliko v ZDA niso poškodovali in je bila njena vrednost skupaj z zavarovalnino le domnevno število. Kot zelo drago sliko jo je nedavno prekosila le Picassova slika Deček s pipo, ki so jo 4. maja 2004 prodali za 104,1 milijona ameriških dolarjev. Zaradi inflacije je bila leta 2004 ocenjena vrednost Mona Lize na 608 milijonov dolarjev. .
6. aprila 2005 so sliko po obdobju skrbniškega vzdrževanja, posnetkov in analiz prestavili v louvrski oddelek Salle des Etats. Tu je razstavljena v namenskem ograjenem prostoru z nadzorovano atmosfero za nelomljivim, neprebojnim steklom.

## Istovetnost osebe
Istovetnost upodobljene Mone Lize ni natančno znana. Da Vincijev prvi življenjepisec Vasari je opisal portret, ki predstavlja dejansko osebnost z imenom Lisa, ženo Francesca del Giaconda, bogatega in uglednega firenškega poslovneža. Znano je, da je del Giacondo, bogati trgovec s svilo in ugledna vladna osebnost, resnično obstajal. Malo je znanega o njegovi ženi Lisi Gherardini. Rodila se je leta 1479 in odraščala v družinski vili Villa Vignamaggio v Toskani. Z del Giocondom se je poročila leta 1495.
V času svoji zadnjih let je da Vinci govoril o portretu »neke firenške gospe, narejenem po zahtevi sijajnega Giuliana de' Medici«. Niso našli nobenega dokaza, ki bi nakazoval povezavo med Liso Gherardini in Giulianom de' Medici. Da Vincijevo tolmačenje se verjetno tako nanaša na enega od dveh drugih portretov, ki jih je naredil. Kasnejše brezimno navajanje je naredilo zmedo, ko je povezovalo Mona Lizo s portretom Francesca del Gioconda. Od tu izvira tudi sporna zamisel, da gre za portret moškega.
Lillian Schwartzova iz Bellovih laboratorijev meni, da je Mona Liza pravzaprav avtoportret. To utemeljuje z rezultati digitalne analize obraznih potez Leonardovega obraza in potez osebnosti na znameniti umetnini. S pomočjo računalnika je moč videti, da se obraza z Mone Lize in Leonardovega avtoportreta popolnoma ujemata. Kritiki temu nasprotujejo, sta si podobna le zaradi tega, ker je obe sliki narisal isti umetnik z istim slogom.
Maike Vogt-Lüerssenova meni, da je ženska z znamenitim nasmeškom Izabela Aragonska, milanska vojvodinja, španska princesa in žena francoskega kralja Filipa III.. Leonardo je bil dvorni slikar milanskega vojvode 11 let. Vogt-Lüerssenova verjame, da vzorec temnozelene obleke Mone Lize nakazuje, da je bila članica rodbine Visconti ali Sforza. Njena teorija predlaga, da je bila Mona Liza prvi uradni portret nove milanske vojvodinje in jo je da Vinci dejansko naslikal poleti leta 1489 in ne 14 let kasneje, kakor nakazujejo drugi viri. Vogt-Lüerssenova vidi veliko podobnost med Mono Lizo in slikami Izabele.

## Vsebina in umetniška vrednost
Portret predstavlja žensko nad oprsjem s pokrajino v ozadju, vidno kot zastor. Leonardo je zasnoval sliko v obliki piramide in umestil figuro frontalno, s poudarjenim levim profilom. Njeni prekrižani roki tvorita osnovo piramide. Njene prsi, vrat in obraz so osvetljeni z isto svetlobo, ki nežno osvetljuje njene roke. Svetloba daje občutek  'živosti' površin, ki tvorijo osnovo geometrije krogel in krogov, vključno z lokom njenega znamenitega nasmeha. Freud je tolmačil »nasmešek« kot namigovanje Leonardove ljubezenske navezanosti na svojo mater. Drugi so ga opisovali kot nedolžnega in zapeljivega.
Veliko raziskovalcev je poskušalo pojasniti, zakaj nasmešek ljudje vidijo različno.
Sliko Mona Liza je veliko slikarjev poskušalo posnemati ali pa kar ponarediti.